# Tupaia belangeri
Espèce
Statut de conservation UICN

 LC  : Préoccupation mineure
Statut CITES
Le Toupaye de Belanger (Tupaia belangeri) est une espèce de mammifères scandentiens, de la famille des Tupaiidae, au mode de vie arboricole et qui vit dans le Sud-Est asiatique et en Chine du Sud-Ouest.
Ce mammifère a l'apparence extérieur d'un écureuil mais ce n'est pas un rongeur, il est plus proche des primates..

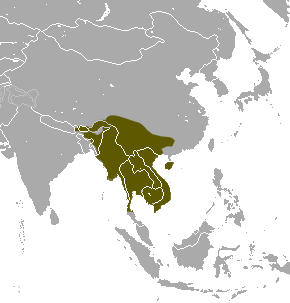
Aire de répartition du toupaye de Belanger

## Caractéristiques
Le Tupaia belangeri est un petit mammifère d'un poids moyen adulte de 120 à 150 g (extrêmes 45 à 350 g). Sa taille varie de 12 à 21 cm de long avec une queue de longueur équivalente. Sa robe est grise ou vert-olive et son museau allongé.
Son apparence est similaire à celle d'un écureuil, il est nommé en anglais tree shrew « musaraigne des arbres »,.
Sa durée de vie est de 6 à 8 ans ou de 9 à 12 ans selon les centres d'élevages, mais inconnue en vie sauvage. il se reproduit rapidement dès l'âge de 4 à 6 mois, avec une durée de gestation de 45 jours. Chaque portée compte 4 descendants en moyenne ( 2 à 6).
C'est un animal endotherme dont la température corporelle varie de 35°C à 40°C, c'est l'écart le plus grand de la plupart des autres animaux endothermes.
Le dimorphisme sexuel est plutôt faible : les mâles sont un peu plus grands avec un anneau de poils blancs autour des yeux. Plus l'animal est jeune, plus il est difficile de distinguer son sexe.
Ses caractéristiques neuro-anatomiques sont proches de celles des primates. Par exemple son cortex visuel et son thalamus visuel lui permettent de discriminer les couleurs. En laboratoire, il accomplit plus facilement les tâches de mémoire que les rongeurs, et ses réactions au stress psychologique sont similaires à celles des primates, y compris les humains.

## Écologie et comportement
Son habitat naturel est la forêt tropicale humide en Asie du Sud-Est. Son mode de vie est arboricole, très actif durant la journée. Il est habile à grimper, se déplaçant facilement avec des réflexes rapides,.
Son régime alimentaire est mixte : il se nourrit de fruits, d'insectes et de petits vertébrés. il peut entendre les ultrasons et renifler les insectes et fruits jusque sous les litières végétales.
Dans son habitat naturel, il affirme une forte territorialité (combat de défense contre un intrus de même sexe). Mâle et femelle partagent leur territoire conjoint en formant un couple monogame. En condition de laboratoire, la coexistence de deux mâles entraine une relation stable de dominant-dominé avec des réactions de stress chez le dominé.

## Classification
Tupaia belangeri appartient à la famille des Tupaiidae, qui se compose de quatre genres et 19 espèces existantes en 2014.
Les Tupaia ont été signalés pour la première fois en 1780 par un croquis de William Ellis lors d'un voyage avec le capitaine Cook.
Les similitudes d'anatomie cérébrale entre Tupaia spp. et primates sont rapportées dès 1920. Toutefois, les études phylogénétiques ont séparé les tupaia des primates et les ont placés dans l'ordre des Scandentia au sein des Euarchonta (qui contient les primates et Dermoptera), ce qui les distingue des Glires (qui contient les rongeurs et les lagomorphes).
En 2012, l'Institut de zoologie de l'Académie chinoise des sciences réalise le séquençage complet du génome de Tupaia belangeri. Plusieurs mêmes gènes, hautement conservés ou variables, ont été identifié à la fois chez Tupaia et chez l'humain (systèmes nerveux, immunitaire et métabolique). Par exemple, une homologie relativement élevée a été observée entre les récepteurs viraux aux virus des hépatites virales.

## Utilisation en laboratoire
Tupaia pourrait être choisi pour remplacer les primates non humains comme modèle expérimental pour les infections virales et le développement préclinique de médicament.
Les méthodes transgéniques pourraient aboutir à des lignées en laboratoire de T. belangeri, à l'instar des souris de laboratoire pour réaliser des modèles de maladie (T. belangeri étant plus proche des humains que de la souris). Les domaines concernés potentiels sont le cancer, les troubles dépressifs, l'addiction, la myopie, les maladies métaboliques, les maladies immunitaires, etc..
En 2024, l'utilisation en laboratoire de Tupaia est en plein essor, mais encore loin de celle de la souris. La Chine est le principal fournisseur mondial (près de mille animaux par an), et des colonies d'élevage de quelques centaines existent aux Ḗtats-Unis, en Allemagne (déplacé aux Pays-Bas), et en Suisse. Les défenseurs des droits des animaux tentent de s'y opposer. Une issue possible pourrait être l'obtention de lignées cellulaires de Tupaia plutôt que l'utilisation d'animaux vivants.